# Phyllococcus oahuensis
Phyllococcus oahuensis là một loài sâu ăn bột trong họ Pseudococcidae, là đơn loài trong chi Phyllococcus. Nó là loài đặc hữu của Hawaii.